# Trumpetare (fåglar)

Uppslagsordet ”Agami” leder hit.  För andra betydelser, se Agamihäger.
Trumpetare (Psophia) är enda släktet i familjen Psophiidae inom ordningen tran- och rallfåglar. Släktet förekommer i Amazonflodens område från östra Peru till Guyana och mellersta Brasilien.

## Utseende
Alla släktets arter har en näbb som är något kortare än huvudet, och som är något sammantryckt från sidorna, med nedböjd spets och genombruten skiljevägg mellan näsborrarna. Deras vingar är korta och välvda, med fjärde pennan längst och långa armpennor. Överarmen räcker inte bakom höftskålen. Stjärten är kort och döljs av de förlängda övre stjärttäckarna. Fjädrarna är mycket stora, på huvudet och halsen sammetslika, undertill dunartade. Benen är höga, med långa, framtill och baktill sköldbetäckta fötter. Tårna är korta och försedda med skarpa, spetsiga och böjda klor. Av framtårna är den yttre och den mellersta förenade vid roten medelst en liten hud. Baktån når bara med spetsen marken.

## Läte
Trumpetare kan utstöta hesa och djupa läten, som enligt gammal tro och hävd inte tycktes komma från huvud eller hals. Det gav fågeln länge ett rykte som "buktalarfågel".

## Systematik
Vanligtvis urskiljs tre arter trumpetare med underarter enligt följande:
- Gråvingad trumpetare (Psophia crepitans)
  - P. c. crepitans
  - P. c. napensis
  - P. c. ochroptera
- Vitvingad trumpetare (Psophia leucoptera)
- Mörkvingad trumpetare (Psophia viridis)
  - P. v. viridis
  - P. v. dextralis
  - P. v. obscura

Tidigare fördes ochroptera till vitvingad trumpetare, men genetiska studier visar att den står närmare gråvingad trumpetare. IUCN och Birdlife International behandlar istället taxonet ochroptera som egen art, liksom obscura och dextralis.